# Messzi István Sportcsarnok
A Messzi István Sportcsarnok Kecskemét városi sportcsarnoka, a helyi jelentős sportegyesület 4 szakosztálya, azaz a Magyar kosárlabda-bajnokságban szereplő KTE-Duna Aszfalt, a Magyar kézilabda-bajnokságban játszó Kecskeméti KSE, a Magyar röplabda-bajnokságban szereplő Gorter Kecskeméti Röplabda Club és a Magyar Labdarúgó Szövetség futsal-bajnokságban játszó ScoreGoal Kecskeméti Futsal Club otthona, de emellett ökölvívó, birkózó és súlyemelő versenyeket is rendeznek a csarnokban. Alkalomszerűen könnyűzenei koncerteknek is otthont ad az épület.

## Adatok
A csarnokban jelenleg (2013-ban) 896 kék ülőhely (állandó) és 512 barna (mobil), összesen 1408 ülőhely található. A nézőteret kihúzható mobillelátókkal tervezték, melyek nem épültek meg. A létesítmény részben akadálymentesített. A belmagasság 12,5 m, a hasznos alapterület 4800 m2, ebből 1470 m² a küzdőtér. 

## Története
Üzemcsarnokként az épület már az 1970-es évek óta otthont adott különböző sporteseményeknek. Az eltelt évtizedekben a létesítmény állaga leromlott, elkerülhetetlen volt a felújítás. 2006-ban egy nagy építkezés keretében gyakorlatilag egy új csarnokot húztak fel a régi helyén.

## Névadója
Messzi István súlyemelő, Kiskunfélegyházán született, 1961-ben. Kecskeméten ismerkedett meg a súlyemeléssel, és a városhoz végig hűséges maradt. A legnagyobb eredménye a Szöuli Olimpián szerzett ezüstérme. Emellett nyert két világkupát, és bronzérmes lett az 1984-es Olimpiát helyettesítő Várnai Jóakarat Versenyen. A kiváló sportoló 1991-ben autóbalesetben elhunyt. Tiszteletére rendezik meg rendszeresen a róla elnevezett csarnokban a Messzi István Emlékversenyt.

## Külső hivatkozások
- A sportcsarnok az üzemeltető kht. honlapján
- Videó az avatóünnepségről
- Kép a sportcsarnokról